# Procès de l'attentat de Lockerbie
Vous lisez un « bon article » labellisé en 2021.
Pour un article plus général, voir Attentat de Lockerbie.
Le 21 décembre 1988, un Boeing 747 effectuant le vol Pan Am 103, entre Londres et New York, explose après la détonation d'une bombe, tuant les 243 passagers et seize membres d'équipage, ainsi que onze personnes au sol lorsque des débris s'écrasent sur plusieurs rues résidentielles de Lockerbie, dans le Dumfries and Galloway, en Écosse. À l’issue d'une enquête conjointe de trois ans menée par la Dumfries and Galloway Constabulary et le Federal Bureau of Investigation (FBI) des États-Unis, des actes d'accusation pour meurtre sont émis en novembre 1991 à l’encontre de deux agents présumés du renseignement libyen, Abdelbaset al-Megrahi, ancien chef de la sécurité de la compagnie Libyan Arab Airlines, ainsi que Lamin Khalifah Fhimah, ancien directeur de la station de la compagnie à l'aéroport de Malte.
Le procès de l'attentat de Lockerbie s’ouvre le 3 mai 2000, plus de onze ans après la destruction de l'avion. Le procès de trente-six semaines se tient devant la Haute Cour de justice, établie selon le droit écossais sur la base désaffectée de l'armée de l'air américaine de Soesterberg, autrement appelée Camp Zeist, située près d’Utrecht, aux Pays-Bas.
À l’issue du procès en janvier 2001, Lamin Khalifah Fhimah est déclaré non coupable et acquitté, tandis qu’Abdelbaset al-Megrahi est reconnu coupable de 270 meurtres et condamné à la réclusion à perpétuité. Après un premier appel aboutissant à la confirmation de sa condamnation en 2002, l’affaire est renvoyée devant la Haute Cour de justice écossaise en 2007. Toutefois, en août 2009, avant la tenue de son second appel, il est libéré par le gouvernement écossais en raison d’un diagnostic de cancer de la prostate. Sa libération suscite une vive controverse au sein de la communauté internationale, ainsi qu'auprès de l’opinion publique américaine et britannique, en particulier en raison du pronostic vital de trois mois qui a justifié sa remise en liberté. Il meurt finalement en mai 2012, deux ans et neuf mois après sa libération, seule personne à avoir été condamnée pour l'attentat.

## Contexte

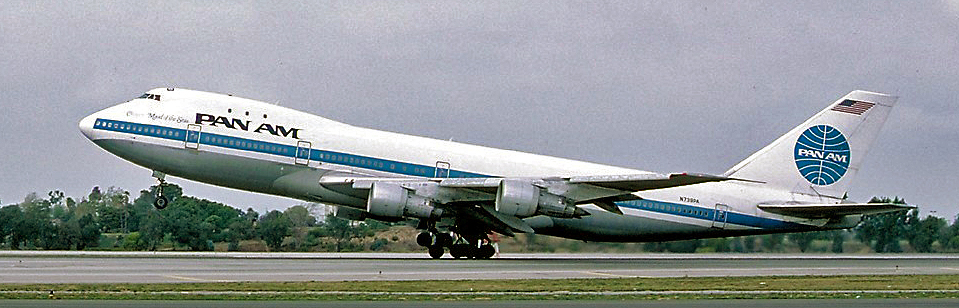
Le Boeing 747 de Pan Am, baptisé Clipper Maid of the Seas, ici photographié à l'aéroport international de Los Angeles en 1987.

Le 21 décembre 1988, le Boeing 747 Clipper Maid of the Seas effectuant le vol Pan Am 103, entre Londres et New York, est victime d'un attentat terroriste et explose au-dessus du village de Lockerbie, en Écosse, après la détonation d'une bombe, tuant les 243 passagers et seize membres d'équipage,. De larges sections de l'avion s'écrasent sur plusieurs rues résidentielles de Lockerbie, tuant onze personnes au sol. Il s'agit de l'attaque terroriste la plus meurtrière de l'histoire du Royaume-Uni,.
En conclusion de son rapport final publié en août 1990, un an et huit mois après l'attentat, l'Air Accidents Investigation Branch (AAIB) résume son enquête :

« Il a été établi que la détonation d'un engin explosif improvisé (EEI), chargé dans un conteneur à bagages positionné sur le côté gauche de la soute avant, a directement causé la perte de l’avion. Les forces explosives directes ont provoqué une large brèche dans la structure du fuselage et endommagé le plancher principal de la cabine. Sous l'effet du différentiel de pression, des fissures majeures ont continué à se propager à partir de cette brèche. Les effets explosifs indirects ont entraîné des dommages structurels importants dans des zones éloignées de l’explosion. L’effet combiné des forces explosives directes et indirectes a détruit l'intégrité structurelle de la partie avant du fuselage, entraînant la séparation du nez et du poste de pilotage en deux à trois secondes, suivie de la désintégration d'une majeure partie de la structure restante de l'appareil lors de sa descente quasi verticale entre 19 000 et 9 000 pieds (5 790 à 2 740 mètres). ».

— Air Accidents Investigation Branch, Report no 2/90.

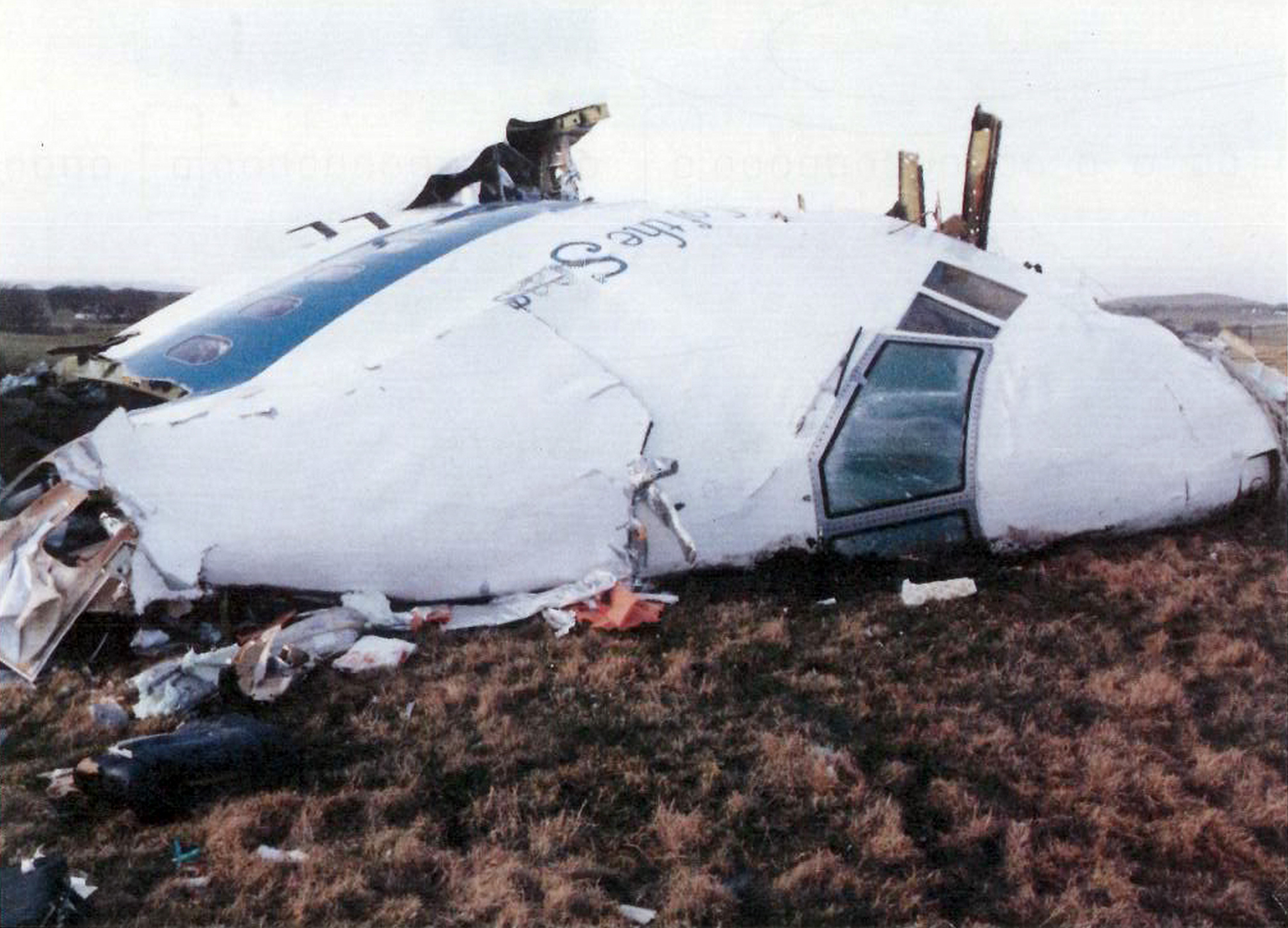
Débris de la section avant du Boeing 747 Clipper Maid of the Seas, près du village de Lockerbie, en Écosse.

À l’issue de l’enquête criminelle, les enquêteurs concluent que la bombe placée à bord de l’avion a été dissimulée dans une valise de marque Samsonite, placée à l’intérieur d’une radio-cassette Toshiba, entourée de plusieurs vêtements, et qu’elle provenait vraisemblablement de Malte. Le bagage aurait été enregistré à l’aéroport de Malte, puis automatiquement acheminé vers Francfort, Londres, puis New York grâce au système de bagages interligne. Ce système de transfert automatique entre compagnies aériennes permettait à un bagage qui aurait été insuffisamment contrôlé par les rayons X à son aéroport d'origine d’être acheminé sans inspection supplémentaire à travers plusieurs aéroports et compagnies,,. La trace des vêtements à Malte conduit les enquêteurs vers un magasin situé à Tas-Sliema et géré par Tony Gauci. Il a ensuite identifié l’homme — un Libyen selon ses déclarations — lui ayant acheté les vêtements, qui correspondaient avec certains des fragments retrouvés à Lockerbie. De plus, un minuscule fragment de circuit imprimé retrouvé parmi les débris conduit les enquêteurs vers une entreprise suisse, Mebo, qui avait fourni des dispositifs de minuteur à la Libye.

## Procès (2000-2001)

### Mise en place
En novembre 1991, lors de l’inculpation des deux suspects, la Libye refuse leur extradition, mais propose la tenue d'un procès à Malte, une offre rejetée par le Royaume-Uni et les États-Unis. En novembre 1994, le président Nelson Mandela propose que le procès se tienne en Afrique du Sud, pays neutre, mais le Premier ministre britannique John Major rejette l’offre. Trois ans plus tard, Nelson Mandela renouvelle sa proposition auprès de son successeur, Tony Blair, lors d'une visite à Londres en juillet 1997, puis à nouveau lors du sommet des chefs de gouvernement du Commonwealth à Édimbourg en octobre de la même année.
La solution de compromis retenue est la tenue du procès aux Pays-Bas, sous juridiction écossaise. Une Haute Cour de justice écossaise est établie à Camp Zeist, une ancienne base de l’armée de l’air américaine près d’Utrecht, aménagée pour accueillir également une prison de haute sécurité. En vertu d’un accord bilatéral entre le Royaume-Uni et les Pays-Bas, le site est placé, pendant toute la durée du procès et des éventuels appels, sous l’autorité exclusive de la Cour écossaise. Bien que le droit néerlandais s’applique toujours en théorie, les autorités locales ne peuvent y accéder, sauf en cas d’urgence, et la Cour peut adopter des règlements dérogeant à la loi néerlandaise, notamment pour sanctionner les outrages à la Cour,.

### Accusations
Le procès de l'attentat de Lockerbie s’ouvre le 3 mai 2000, plus de onze ans et quatre mois après la destruction de l'avion,,. En acceptant de livrer les deux accusés à la police écossaise, la Libye pose plusieurs conditions : la levée des sanctions de l’ONU, l’autorisation d’ouvrir un consulat à Édimbourg pour représenter les intérêts des accusés malgré l’absence de relations diplomatiques avec le Royaume-Uni, ainsi que la tenue du procès devant trois juges écossais sans jury. Abdelbaset al-Megrahi et Lamin Khalifah Fhimah arrivent aux Pays-Bas le 5 avril 1999, plus d’un an avant le début du procès.
Les deux accusés rejettent l’ensemble des charges retenues contre eux, mais ne prennent pas la parole durant le procès,. Les trois chefs d’accusation principaux comprennent le meurtre, le complot en vue de commettre un meurtre, ainsi que la violation de la loi britannique de 1982 sur la sécurité aérienne, qui sanctionne les actes de violence menaçant la sécurité des aéronefs, des aérodromes et des installations de navigation aérienne,. L’accusation repose principalement sur trois éléments : d’abord, que le minuteur de la bombe provient d’un lot vendu par l’entreprise suisse Mebo à la Libye ; ensuite, qu'Abdul Majid Giaka, ancien employé de Libyan Arab Airlines à Malte et agent double de la Central Intelligence Agency (CIA), affirme avoir vu la bombe être construite ou chargée dans l’avion à Malte, ; enfin, que les vêtements retrouvés dans la valise contenant la bombe ont été achetés à Malte par Abdelbaset al-Megrahi.
Le procès est dirigé par trois juges principaux : le président de la Cour, Lord Sutherland, assisté de Lord Coulsfield et de Lord MacLean,,.

### Témoignages

#### Edwin Bollier
Edwin Bollier, cofondateur de l’entreprise suisse Mebo, fabricant du minuteur MST-13, témoigne avoir vendu des dispositifs similaires à la police et au service de renseignement est-allemand, la Stasi, et reconnaît entretenir des liens avec plusieurs agences de renseignement, notamment l’armée libyenne,. Lors du procès, il affirme qu’un « homme mystérieux » l’a contacté à Zurich quelques jours après l’attentat, lui ordonnant d’écrire une lettre à la CIA accusant directement Mouammar Kadhafi. Edwin Bollier reconnaît avoir rédigé cette lettre, qu'il a remise à l'ambassade des États-Unis en Autriche, à Vienne, en janvier 1989. Il la qualifie de « pure fantaisie » et affirme en avoir inventé le contenu sur ordre de cet homme, dans l’intention de « diriger les enquêteurs vers la piste libyenne ». Le compte rendu officiel du procès commente ce témoignage en déclarant : « Ce récit de M. Bollier relève, selon nous, du domaine de la fiction, où il trouverait mieux sa place dans le genre du roman d'espionnage ».

#### Abdul Majid Giaka
Abdul Majid Giaka, témoin clé de l’accusation, rejoint les services de renseignement libyens (JSO) en 1984, avant d’être nommé en décembre 1985 assistant du directeur de la station de Libyan Arab Airlines à l’aéroport de Malte. Il affirme que Lamin Khalifah Fhimah, le second accusé, dirigeait cette station entre 1985 et octobre 1988. En août 1988, il prend contact avec l’ambassade des États-Unis à Malte et se dit prêt à fournir des informations, exprimant le souhait de s’installer aux États-Unis tout en acceptant de rester en poste pour renseigner sur les activités terroristes. Des réunions mensuelles sont alors organisées avec des agents de la CIA. Toutefois, en 1990, cette collaboration cesse, la CIA estimant qu’il n’est pas un agent double fiable, et il retourne en Libye,. En juillet 1991, il fuit de nouveau vers Malte, où il est récupéré par un navire de la marine américaine. Il est alors interrogé pendant environ trois semaines par des membres du ministère américain de la Justice, à qui il fournit divers renseignements. Il affirme notamment qu’en décembre 1988, il a vu les deux accusés manipuler une valise brune, arrivée par avion depuis Tripoli, puis transportée sans passer par les douanes de l’aéroport de Malte.
Au moment du procès, Abdul Majid Giaka vit dans le cadre du programme fédéral des États-Unis pour la protection des témoins et devait recevoir jusqu’à quatre millions de dollars en récompense de son témoignage,,. La défense soutient qu’il était prêt à tout pour obtenir son transfert aux États-Unis, y compris à fournir des déclarations complaisantes aux agents du FBI et de la CIA en charge de l’enquête,. À la suite de son témoignage devant la Cour en septembre 2000, le quotidien britannique The Guardian rapporte qu’Abdul Majid Giaka « est un menteur désespéré qui a exagéré son rôle d’espion et inventé des informations cruciales lorsque la CIA, déçue, a menacé de l’abandonner ». Les juges décident finalement de ne pas prendre en compte son témoignage, déclarant : « Nous ne pouvons pas accepter Abdul Majid comme un témoin crédible et fiable sur quelque question que ce soit, à l'exception de sa description de l'organisation du JSO et des personnes impliquées ».

#### Tony Gauci
Tony Gauci, le commerçant maltais, n’a jamais pu identifier formellement Abdelbaset al-Megrahi dans les dix-neuf déclarations qu’il a faites à la police avant le procès. Lors de l’audience, on lui demande à cinq reprises s’il reconnaît quelqu’un dans la salle, sans qu’il ne donne de réponse claire. Ce n’est qu’après que le procureur désigne l'accusé du doigt que Tony Gauci murmure qu’il ressemble à l'acheteur des vêtements. Par le passé, il a également affirmé qu'Abu Talb, membre de l’Organisation de libération de la Palestine (OLP), « ressemblait beaucoup » au client,. Par ailleurs, dans ses déclarations, Tony Gauci décrivait cet homme comme mesurant plus d'un mètre quatre-vingt et âgé entre cinquante et soixante ans, alors qu'Abdelbaset al-Megrahi mesurait environ 1,77 mètre et n’avait que trente-six ans fin 1988.
Une autre question importante soulevée lors du procès concerne la date d’achat des vêtements. Tony Gauci a affirmé que cet achat avait eu lieu « environ une quinzaine de jours avant Noël ». Il a été établi qu'Abdelbaset al-Megrahi se trouvait à Malte du 7 au 9 décembre. Tony Gauci se souvenait également que le client avait acheté un parapluie, précisant qu’il ne pleuvait pas fortement ce jour-là, mais qu’il tombait une pluie légère. Toutefois, cette date demeure incertaine : il a d’abord affirmé que les illuminations de Noël à Malte n’étaient pas encore allumées au moment de l’achat, avant de se contredire en déclarant qu’elles l’étaient bel et bien. Or, il a été établi par la suite que ces illuminations ont été allumées le 6 décembre. Malgré les efforts de la défense pour suggérer une autre date d'achat, à un moment où l’accusé n’était pas présent à Malte, les juges concluent : « Après avoir soigneusement examiné tous les facteurs liés à cet aspect, nous sommes arrivés à la conclusion que la date d'achat était le mercredi 7 décembre ».
Cependant, la fiabilité de Tony Gauci en tant que témoin a été largement remise en question. Il a été interrogé à plus de dix reprises par les polices écossaise et maltaise, livrant des déclarations parfois contradictoires,. Une source juridique a également indiqué qu’il existe des éléments suggérant que certaines questions posées lors des interrogatoires étaient orientées. De plus, un rapport officiel, contenant des informations qui n’ont pas été communiquées à la défense lors du procès, révèle qu’il a vu une photo de l'accusé dans un magazine le 19 avril 1999, soit quatre jours avant de l’identifier formellement pour la première fois. Cette image, qui le présentait comme lié à l’attentat, aurait ainsi pu potentiellement influencer son jugement,. Il a par la suite identifié Abdelbaset al-Megrahi lors du procès avec la même photographie.
Cinq ans après le procès, l'ancien Lord Advocate (Avocat de Sa Majesté), Lord Fraser, qui a émis les mandats d'arrêt en 1991, déclare qu'il n'est pas entièrement satisfait des preuves présentées contre Megrahi lors de son procès. Cependant, il a précisé que cela ne signifiait pas qu'il croyait que Megrahi était innocent. Selon le Sunday Times du 23 octobre 2005, Lord Fraser a mis en doute la fiabilité du principal témoin à charge, Tony Gauci, indiquant que ce dernier était un « point faible » dans l'affaire et qu'il était un homme « simple » qui aurait pu être « facilement manipulé », ajoutant : « C'était un gars assez délicat, je ne pense pas qu'il [aurait] menti délibérément, mais si vous lui posiez la même question trois fois, il serait juste irrité et refuserait de répondre ». Tony Gauci est décédé le 29 octobre 2016 à Malte à l'âge de 75 ans.

Un rapport sur les procédures d'identification par les témoins est publié en décembre 2008 par Steven E. Clark, professeur de psychologie à l'université de Californie à Riverside. Dans les conclusions de son rapport, il écrit notamment : 

« Est-il possible que M. Gauci ait pu identifier correctement l'homme qui est entré dans son magasin vingt-sept mois auparavant ? Oui, c'est possible, mais la recherche suggère qu'un tel résultat serait extrêmement inhabituel. Est-il possible que M. Gauci ait pu naviguer à travers les nombreux entretiens et les sources d'informations extérieures (qui peuvent ou non être fiables), et se tenir contre les questions et influences suggestives pour faire une identification précise qui était le produit de son souvenir indépendant ? Oui, c'est possible, mais encore une fois, sur la base de la recherche scientifique, c'est un résultat qui serait extrêmement inhabituel. En revanche, la combinaison d'une mémoire estompée, et peut-être surchargée de travail, et des nombreuses sources d'informations, d'influences et de suggestivités extérieures définissent précisément les conditions que la recherche et les condamnations injustifiées passées montrent comme étant la cause d'identifications erronées. ».

— Steven E. Clark, Report on Identification Procedures: Abdelbaset Ali Mohmed al-Megrahi v. H.M. Advocate

### Verdict
La procédure judiciaire débute avec l'accusation exposant le cas contre les accusés et examinant les éléments de preuve qui convaincraient les juges au-delà de tout doute raisonnable que le sabotage de l'avion a été causé par,, : l'explosion d'un engin explosif improvisé (EEI) ; que ce dernier était positionné dans une radio-cassette Toshiba à l'intérieur d'une valise rigide Samsonite avec divers vêtements achetés dans le magasin Mary's House à Malte ; qu'il a été déclenché par l'utilisation d'un minuteur MST-13, fabriqué par Mebo en Suisse ; et que la valise introduite en tant que bagage non accompagné à l'aéroport de Malte a été transportée par le vol d'Air Malta KM180 jusqu'à l'aéroport international de Francfort, puis transférée sur le vol 103 à destination de l'aéroport de Londres-Heathrow, et enfin chargée dans le conteneur à bagages AVE 4041 à Londres et embarquée à bord de la soute avant du Boeing 747 Clipper Maid of the Seas.
Au cours du procès, l'accusation abandonne deux des trois chefs d'accusation portés contre les accusés, laissant la seule accusation de meurtre contre Megrahi et Fhimah. Le 31 janvier 2001, près de neuf mois après le début du procès, Abdelbaset al-Megrahi est reconnu coupable de 270 chefs d'accusation de meurtre et condamné à la réclusion à perpétuité en Écosse,,,. Les juges sont unanimes à déclarer le second accusé, Lamin Khalifah Fhimah, non coupable de l'accusation de meurtre,,, faute de preuves. Fhimah est donc libéré et rentre chez lui en Libye le 1er février 2001. Quant à Abdelbaset al-Megrahi, les juges déclarent : « Il n'y a rien dans les preuves qui nous laisse un doute raisonnable quant à la culpabilité du premier accusé, et en conséquence nous le déclarons coupable du reste des chefs d'accusation dans l'acte d'accusation tel que modifié ». Megrahi est condamné à la réclusion criminelle à perpétuité, avec une recommandation selon laquelle il devrait purger au moins vingt-sept ans de sa peine avant d'être éligible à une libération conditionnelle.

Finalement, le jugement déclare : 

« D'après les preuves dont nous avons discuté jusqu'à présent, nous sommes convaincus qu'il a été prouvé que la valise contenant l'engin explosif a été expédiée de Malte, est passée par Francfort et a été chargée sur le vol Pan Am 103 à Heathrow. Il est clair, comme nous l’avons dit, qu’à une exception près, les vêtements dans la valise étaient les vêtements achetés dans la boutique de M. Gauci le 7 décembre 1988. L’acheteur était, selon le témoignage de M. Gauci, un Libyen. Le déclencheur de l'explosion était un minuteur MST-13 […]. Une quantité importante de ces minuteurs avait été fournie à la Libye.
Nous ne pouvons pas dire qu'il est impossible que les vêtements aient été retirés de Malte, unis quelque part avec un minuteur d'une source autre que la Libye et introduits dans le système de bagages des compagnies aériennes à Francfort ou à Heathrow. Cependant, lorsque les preuves concernant les vêtements, l'acheteur et le minuteur sont prises avec les preuves qu'un bagage non accompagné a été transporté du vol KM180 au vol PA103, la déduction qu'il s'agissait de la valise devient, à notre avis, irrésistible. Comme nous l'avons également dit, l'absence d'explication sur la manière dont la valise a été introduite dans le système à Malte est une difficulté majeure pour le dossier, mais après avoir pleinement pris en compte cette difficulté, nous restons d'avis que la valise a commencé son voyage à Malte. La conclusion claire que nous tirons de cette preuve est que la conception, la planification et l'exécution du complot qui a conduit à la pose de l'engin explosif était d'origine libyenne.
S'il ne fait aucun doute que des organisations telles que le FPLP-GC et le FPSF se sont également livrées à des activités terroristes au cours de la même période, nous sommes convaincus qu'il n'y avait aucune preuve à partir de laquelle nous pouvions déduire qu'elles étaient impliquées dans cet acte de terrorisme particulier, et les preuves relatives à leurs activités ne créent pas de doute raisonnable dans notre esprit sur l'origine libyenne de ce crime. ».

— High Court of Justiciary, In The High Court of Justiciary at Camp Zeist

## Premier appel (2001-2002)
À compter du verdict, la défense disposait de quatorze jours pour faire appel de la condamnation de Megrahi et de six semaines supplémentaires pour présenter les motifs complets de l'appel,. Ceux-ci ont été examinés par un juge siégeant à huis clos qui a décidé d'autoriser Megrahi à faire appel,. Le seul fondement d'un appel en vertu de la loi écossaise est qu'il y a eu une « erreur judiciaire », qui n'est pas définie dans la loi et il appartient donc à la Cour d'appel de déterminer le sens du terme dans chaque cas. Étant donné que trois juges et un juge suppléant avaient présidé le procès, cinq juges étaient tenus de présider la Cour d'appel pénale,.
Dans ce qui a été décrit comme une étape importante dans l'histoire juridique écossaise, Lord Cullen, le juge président la Cour d'appel, a accordé à la BBC en janvier 2002 la permission de téléviser le procès en appel et de le diffuser sur internet en anglais avec une traduction simultanée en arabe. William Taylor, à la tête de la défense, déclare lors de l'ouverture de l'appel le 23 janvier 2002 que les trois juges du procès siégeant sans jury n'avaient pas vu la pertinence de preuves « significatives » et avaient accepté des faits non fiables,,. Il a soutenu que le verdict n'était pas celui auquel un jury raisonnable dans un procès ordinaire aurait pu parvenir si le juge lui avait donné des directives appropriées.
Les motifs de l'appel s'appuient sur deux points que la défense considère comme des erreurs commises par le tribunal lors du premier procès. Premièrement, elle remet en question le témoignage du commerçant maltais Tony Gauci, que les juges ont jugé suffisant pour établir que la valise piégée a été enregistrée à Malte. En outre, de nouveaux éléments de preuve sont censés démontrer que la bombe aurait en réalité été introduite à Londres,. De nouveaux témoignages indiquent ainsi qu’environ dix-sept heures avant le départ du vol 103, un cadenas a été fracturé sur une porte sécurisée menant à l’intérieur du terminal 3 de l’aéroport d’Heathrow, à proximité d'un espace appelé « zone d’accumulation des bagages »,,.
Le 14 mars 2002, les cinq juges rejettent finalement l'appel, estimant à l'unanimité que les arguments présentés ne sont pas fondés,,,. Le lendemain, un hélicoptère transporte Abdelbaset al-Megrahi vers la prison de Barlinnie, à Glasgow, pour qu'il poursuive sa peine,,.
Par ailleurs, en mai 1990, le Dr Jim Swire, dont la fille Flora, âgée de vingt-trois ans, est décédée dans l'attentat, décide de tester la sécurité au sein de l'aéroport londonien, en apportant une fausse bombe, similaire à celle ayant fait exploser le vol 103, dans un vol à destination des États-Unis. Alors qu'il a placé la fausse bombe dans une radio-cassette puis dans une valise entourée de vêtements, exactement de la même façon que celle utilisée dans l'attentat, Jim Swire déclare : « Notre vol a été sélectionné pour ce qu'ils appellent une sécurité avancée, et nos valises ont été ouvertes et fouillées devant nous. La radio-cassette a été récupérée et on m'a demandé si j'avais retiré les piles, et j'ai répondu tranquillement : « Oui, j'ai retiré les piles ». Elle a ensuite été remise dans la valise et (la bombe) se trouve maintenant en Amérique ».

## Révision de la SCCRC (2003-2007)
En septembre 2003, les avocats de la défense saisissent la Commission écossaise de révision des affaires criminelles (SCCRC), un organisme public chargé d'examiner les potentielles erreurs judiciaires, afin d'obtenir un nouveau recours contre la condamnation. Cette demande fait notamment suite à la publication de deux rapports, en février 2001 et mars 2002, rédigés par Hans Köchler (en), observateur mandaté par l’ONU lors du procès, dans lesquels il qualifie les décisions des tribunaux de première instance et d'appel de « spectaculaire erreur judiciaire »,,,. Il publie une série de déclarations en 2003, 2005 et 2007, appelant à une enquête internationale indépendante et dénonçant l'Occident pour sa « double mesure en matière de justice pénale ». Il dénonce également l'implication des services de renseignement en affirmant qu'une procédure judiciaire saine ne peut être menée dans des conditions où des forces extrajudiciaires sont autorisées à intervenir.
En juin 2007, la SCCRC annonce sa décision de renvoyer l'affaire devant la Haute Cour de justice écossaise,,. Cette décision s'appuie sur un rapport de 800 pages, qui établit qu'une erreur judiciaire pourrait avoir été commise,.

## Second appel (2007-2009)
Une audience de procédure à la Cour d'appel a lieu le 11 octobre 2007 au cours de laquelle les avocats du parquet et l'avocat de la défense de Megrahi débattent d'un certain nombre de questions juridiques face à trois juges,. L'une des questions concernait un certain nombre de documents qui ont été présentés avant le procès à l'accusation, mais qui n'ont pas été divulgués à la défense,,. Les documents sont censés se rapporter au minuteur MST-13 de l'entreprise Mebo qui aurait déclenché la bombe. L'avocat de la défense a également demandé des documents relatifs à un prétendu paiement de deux millions de dollars versé au commerçant maltais, Tony Gauci, pour son témoignage au procès, qui a conduit à la condamnation de Megrahi. Le 15 octobre 2008, cinq juges écossais décident à l'unanimité de rejeter une proposition visant à limiter la portée du deuxième appel de Megrahi uniquement aux motifs d'appel spécifiques identifiés par la SCCRC en juin 2007.
En octobre 2008, l'avocat d'Abdelbaset al-Megrahi annonce que son client est atteint d’un cancer de la prostate à un « stade avancé »,. Malgré les demandes de plusieurs familles de victimes, qui considèrent inhumain de le garder en détention, la Haute Cour de justice décide, en novembre 2008, de son maintien en prison durant la procédure d’appel,. Celle-ci débute le 28 avril 2009,.
En janvier 2009, il est signalé que l'audience pour la procédure d'appel pourrait durer jusqu'à douze mois en raison de la complexité de l'affaire et du volume de pièces à examiner. Le 7 juillet, le tribunal, qui se réunit pour une audience de procédure, est informé qu'en raison de la maladie de l'un des juges, Lord Wheatley, qui se remet d'une chirurgie cardiaque, que les deux dernières sessions d'appel se dérouleraient du 2 novembre au 11 décembre 2009 et du 12 janvier au 26 février 2010. Un des avocats de Megrahi, Maggie Scott, a exprimé sa consternation face aux retards : « Il y a un danger très grave que mon client meure avant que l'affaire ne soit terminée ».
Le 25 juillet 2009, Abdelbaset al-Megrahi sollicite sa libération pour raisons humanitaires,. Bien que cela ne soit pas une condition préalable à sa libération, son avocat soumet une demande d'abandon de l'appel le 12 août, peu après une rencontre privée avec le secrétaire du Cabinet à la Justice écossais, Kenny MacAskill, à la prison de Greenock, le 4 août,,. La Haute Cour accepte l'abandon de l'appel le 18 août, et Abdelbaset al-Megrahi obtient sa libération en raison de son cancer en phase terminale,,. Kenny MacAskill ordonne sa libération en vertu d'une loi écossaise de 1993 permettant la libération de toute personne jugée par l'autorité médicale compétente comme n'ayant plus que trois mois à vivre. Il déclare par la suite à plusieurs reprises qu'il demeure le seul responsable de cette décision et qu'il « vivra avec les conséquences »,.
En plus des propres examens médicaux du gouvernement écossais, qui étaient les seuls à avoir contribué à la décision de la libération, le gouvernement libyen a organisé des examens supplémentaires, qui impliquaient, entre autres, le Dr Karol Sikora de l'Université de Buckingham, qui a examiné Megrahi en prison au début juillet, et a demandé une décision « urgente » de le renvoyer en Libye car il pensait que Megrahi n'avait que très peu de temps à vivre.

## Libération de l'accusé

### Procédure
Le 20 août 2009, Abdelbaset al-Megrahi est libéré de prison et quitte le Royaume-Uni pour la Libye à bord d’un avion d’Afriqiyah Airways, en compagnie de Saïf al-Islam Kadhafi, fils de Mouammar Kadhafi,,. À son arrivée à l'aéroport de Mitiga, près de Tripoli, des centaines de personnes l'acclament en agitant des drapeaux libyens et écossais,. Ces scènes sont par la suite vivement condamnées par la communauté internationale,,,. Il aura finalement purgé un peu plus de dix ans de sa peine, d’abord à la prison de Barlinnie, à Glasgow, puis à celle de Greenock, dans le Renfrewshire, à l’ouest de l’Écosse, où il n’a cessé de clamer son innocence.
Après sa libération, Megrahi publie sur internet des preuves rassemblées pour le deuxième appel abandonné qui, selon lui, blanchirait son nom.

### Réactions

#### Écosse
La libération de Megrahi a divisé les opinions à travers l'Écosse et le Parlement écossais a été rappelé de ses vacances d'été, pour la troisième fois en dix ans d'histoire, pour recevoir une déclaration de Kenny MacAskill et l'interroger. Fin août 2009, un sondage BBC/ ICM révèle que 60 % des Écossais pensent que leur gouvernement a tort de libérer Megrahi, bien que 56 % déclarent que MacAskill ne devrait pas démissionner. Le sondage a également révélé que 74 % des personnes interrogées pensaient que « l'affaire avait porté atteinte à la réputation de l'Écosse ». Un sondage Ipsos MORI auprès des Écossais publié le 28 août 2009 montre qu'environ 47 % des personnes sondées étaient contre la décision de MacAskill tandis que 40 % la supportaient.
Les opposants politiques au gouvernement du Parti national écossais (SNP) ont attaqué cette décision. Iain Gray, dirigeant du parti travailliste écossais, a déclaré que « la gestion de cette affaire par le SNP a laissé tomber l'Écosse. La conduite de MacAskill a endommagé le système judiciaire écossais et, par conséquent, la réputation internationale de l'Écosse ». Richard Baker, membre du parti travailliste écossais, a déclaré que la décision était « un acte de folie impardonnable » et a appelé à la démission de MacAskill,. L'ancien Premier ministre travailliste écossais, Jack McConnell, a déclaré que MacAskill avait « endommagé l'Écosse d'une manière qui mettra des années à se rétablir ». Écrivant dans les lignes du Daily Telegraph, l'ancien député travailliste écossais Brian Wilson a écrit que cette décision « faisait honte » à l'Écosse.
Cependant, l'ancien député travailliste Tam Dalyell, qui a longtemps cru en l'innocence de Megrahi, a déclaré que MacAskill « était arrivé à la bonne décision pour des raisons humanitaires » et l'ancien Premier ministre travailliste Henry McLeish a qualifié l'attaque du directeur du FBI, Robert Mueller, d'« inacceptable », affirmant que c'était « une insulte injuste envers le système judiciaire écossais ». Ce dernier avait affirmé que la décision était « aussi inexplicable que préjudiciable à la cause de la justice » et qu'elle « réconforte les terroristes du monde entier »,,,. Le Premier ministre d'Écosse, Alex Salmond, a déclaré à BBC Radio 4 : « Je pense que c'était la bonne décision. Je sais aussi absolument que c'était pour les bonnes raisons ».
Le prêtre local Patrick Keegans, qui a servi la communauté de Lockerbie pendant cinq ans et demi, a commenté le sentiment général de la communauté : « Il y a des réactions et des points de vue mitigés. La majorité des gens sont incertains, mais un grand nombre sont du même avis que moi. Un homme innocent a été condamné et ils sont heureux de le voir libéré ».

#### Royaume-Uni
Un sondage commandé par le quotidien britannique The Times a révélé que 61 % des Britanniques pensaient que MacAskill avait pris la mauvaise décision et 45 % pensaient que la décision avait plus à voir avec le pétrole que la maladie en phase terminale de Megrahi. Richard Dalton, ancien ambassadeur britannique en Libye, a déclaré que s'il comprenait la colère du public à propos de la libération, « il n'y a pas de bonnes raisons pour lesquelles une personne reconnue coupable de ce crime devrait être exclue des règles normales qui s'appliquent pour envisager la mise en liberté pour des raisons humanitaires ».
John Mosey, un prêtre qui a perdu une fille sur le vol 103, a exprimé sa déception que l'abandon de l'appel de Megrahi avant qu'il ne soit renvoyé au tribunal signifiait que le public n'entendrait jamais « cette importante preuve — que les six motifs d'appel distincts que la SCCRC estimait assez important pour être avancé — [qui] aurait pu montrer qu'il y a eu une erreur judiciaire ».
Le gouvernement britannique a refusé d'exprimer une opinion sur la décision, mais a nié avoir aidé des terroristes. Le chef conservateur et futur Premier ministre David Cameron a qualifié la décision comme étant « le produit d'une réflexion complètement absurde »,, déclarant : « Je ne vois aucune justice à accorder la miséricorde à quelqu'un qui n'a montré aucune pitié à ses victimes ».
Martin Cadman, dont le fils Bill a été tué, a déclaré : « Je suis très heureux qu'il ait été libéré pour des raisons humanitaires car je ne pense pas qu'il était la bonne personne pour être là de toute façon. C'est juste réparer un tort. […] Je pense qu'il était innocent et qu'il n'était pas impliqué. Je ne pense pas qu'il aurait dû être en prison et je suis très heureux qu'il soit de retour à la maison avec sa famille très bientôt ». Le Dr Jim Swire, dont la fille de vingt-trois ans, Flora, a été tuée dans l'attentat, a déclaré : « Je ne crois pas un seul instant que cet homme ait été impliqué dans la manière dont il a été découvert. Je suis découragé que l'Occident et l'Écosse n'aient pas eu le courage de permettre au deuxième appel de cet homme de continuer parce que je suis convaincu que s'ils l'avaient fait, cela aurait annulé le verdict contre lui ».
Dans la presse, The Times, l'édition anglaise du Daily Telegraph et The Economist ont condamné la libération de Megrahi. En revanche, The Scotsman, The Herald, The Independent et l'édition écossaise du Daily Telegraph l'ont qualifié de controversé, mais comme étant une « bonne décision ». Kenneth Roy, ancien diffuseur de la BBC et rédacteur en chef de la Scottish Review, a accusé la BBC de partialité dans ses reportages sur la libération de Megrahi, arguant qu'elle avait surestimé l'hostilité publique et sous-estimé le soutien à la décision de MacAskill.

#### États-Unis
Aux États-Unis, d'où proviennent 189 des 270 victimes, la décision a généralement été accueillie avec hostilité,. La plupart des familles des victimes ont été « indignées et consternées » par cette décision, la qualifiant de « méprisable », « ridicule », « épouvantable », « déchirante », de « décision absolument horrible » ou d'une « une honte absolument dégoûtante »,,,,. Susan Cohen, qui a perdu sa fille Theodora, a déclaré au Daily Telegraph : « Si vous voulez vous apitoyer sur quelqu'un, s'il vous plaît, apitoyez-vous sur moi, sur ma pauvre fille, sur son corps tombant du ciel »,. Très peu de parents américains ont offert un soutien public à la décision de MacAskill, bien qu'en mai 2010, une sœur de l'une des victimes ait exprimé son désir de rendre visite et de pardonner Megrahi, en disant : « Je veux le regarder dans les yeux et m'assurer qu'il connaît notre douleur. Dieu le jugera ». Un sondage publié le 24 août 2009 révèle que 82 % des Américains s'opposent à la décision et que 10 % la soutiennent. Une campagne de « boycott de l'Écosse » a vu le jour sur internet, encourageant les Américains à arrêter le tourisme et à boycotter les produits écossais,,,.
Le 20 août 2009, le gouvernement des États-Unis publie un communiqué de presse officiel condamnant la décision de l'exécutif écossais de libérer Megrahi et déclare : « Megrahi a été reconnu coupable et condamné à la prison à vie pour son rôle dans l'attentat à la bombe contre le vol Pan Am 103, qui a explosé au-dessus de l'Écosse le 21 décembre 1988. Comme nous l'avons dit à maintes reprises aux responsables du gouvernement du Royaume-Uni et aux autorités écossaises, nous continuons de penser que Megrahi devrait purger sa peine en Écosse »,.
La décision a été qualifiée de « absolument mauvaise » par la secrétaire d'État Hillary Clinton,, et d'une « indignation » par le sénateur Frank Lautenberg. Le président des États-Unis Barack Obama a dénoncé la décision, et le procureur général Eric Holder a déclaré qu'il n'y avait « aucune justification pour libérer ce terroriste condamné dont les actions ont coûté la vie à 270 personnes ». Le sénateur John Kerry, ancien candidat démocrate à la présidentielle, a déclaré que la décision « renversait le mot 'compassion' ». Le sénateur indépendant Joe Lieberman et le sénateur démocrate Ben Cardin ont demandé la tenue d'une enquête indépendante sur la décision. Dans une interview sur BBC Radio 5 Live, l'ancien ambassadeur des États-Unis aux Nations unies, John Bolton, a déclaré que Megrahi « devrait être en prison » et a appelé à son extradition,. Dans le même temps, Mohammed al-Alagi, ministre de la Justice du nouveau gouvernement de transition à Tripoli, déclare : « Nous ne livrerons aucun citoyen libyen à l'Occident. Abdelbaset al-Megrahi a déjà été jugé une fois, et il ne le sera pas une nouvelle fois ».
Le Los Angeles Times a déclaré que « l'interprétation aveugle de MacAskill de la « compassion » ne tenait pas compte de l'énormité du crime de Megrahi ou de son refus de reconnaître sa culpabilité », et que l'accusé n'a montré « aucune compassion pour les proches des 270 personnes tuées lorsque l'avion a explosé au-dessus de Lockerbie ». L'attentat du vol 103 est le pire acte de terrorisme commis contre les États-Unis jusqu'aux attentats du 11 septembre 2001,.

#### Autres réactions
Saïf al-Islam Kadhafi, un des fils de Mouammar Kadhafi, a déclaré que MacAskill était « un grand homme »,. Réitérant sa croyance en l'innocence de Megrahi, il a ajouté que le secrétaire à la Justice avait « pris la bonne décision » et que « l'histoire le prouvera ».
Une lettre de soutien à la décision de MacAskill a été envoyée au gouvernement écossais au nom de l'ancien président sud-africain Nelson Mandela. Des éditoriaux dans les principaux journaux de langue allemande Frankfurter Allgemeine Zeitung (en Allemagne) et Die Presse (en Autriche) ont loué l'humanité montrée par la décision de MacAskill.

### Polémiques
Immédiatement après la libération de Megrahi, des rumeurs sortent concernant des accords commerciaux présumés qui auraient été conclus entre le Royaume-Uni et la Libye pour effectuer la libération,,,. En mai 2007, le Premier ministre britannique Tony Blair signe un protocole d'accord avec la Libye dans lequel il engage le Royaume-Uni à conclure, notamment, un accord de transfert de prisonniers (Prisoner Transfer Agreement ou PTA). Dans le même temps, l'entreprise pétrolière britannique BP « signe un important accord d'exploration de gaz naturel avec la National Oil Corporation de la Libye, avec un engagement d'exploration initial d'au moins 900 millions de dollars ». Saïf al-Islam Kadhafi a déclaré que la Libye avait tenté d'obtenir la libération de Megrahi avec cet accord, mais « que l'accord de transfert de prisonniers signé par Blair [et rejeté par l'Écosse] n'avait finalement eu aucune incidence sur la décision […] de libérer Megrahi ». Toutefois, il a été découvert plus tard que des responsables libyens avaient averti le Royaume-Uni que les conséquences pour les relations entre les deux pays seraient « désastreuses » si Megrahi mourait dans une prison écossaise, y compris la cessation de toute activité commerciale britannique en Libye,.
Des allégations ont été faites selon lesquelles le gouvernement britannique et l'entreprise pétrolière BP avaient demandé la libération de Megrahi dans le cadre d'un accord commercial avec la Libye,. En juillet 2010, en réponse aux suggestions selon lesquelles BP aurait pu être impliqué dans le lobbying pour la libération de Megrahi, le Premier ministre écossais Alex Salmond écrit au sénateur américain John Kerry en disant : « Je peux dire sans équivoque que le gouvernement écossais n'a jamais, à aucun moment, reçu de représentations de BP concernant Megrahi »,.
Dans les jours qui ont suivi la libération de Megrahi et son retour en Libye, des spéculations ont commencé à monter quant à l'implication possible de Londres dans la décision du gouvernement écossais,,, en particulier après que Saïf Kadhafi a affirmé que le cas de Megrahi avait été discuté lors de négociations commerciales avec le Royaume-Uni, et après que Mouammar Kadhafi a remercié le Premier ministre britannique Gordon Brown d'avoir « encouragé » la libération,. Peter Mandelson, alors secrétaire d'État aux Affaires, qui a rencontré deux fois Saïf Kadhafi avant la libération de Megrahi, déclare : « À ces deux occasions, [il] a soulevé la question de la libération du prisonnier libyen en Écosse. Il a eu la même réponse de ma part qu'il aurait eue de n'importe quel autre membre du gouvernement. La question de la libération du prisonnier était entièrement du ressort du secrétaire écossais à la Justice », ajoutant « catégoriquement » qu'il n'y avait pas « pas d'accord entre le gouvernement libyen et le gouvernement britannique »,.
Le Premier ministre britannique, Gordon Brown, succédant à Tony Blair fin juin 2007, a fait face à des critiques croissantes pour son silence sur la question, en particulier après avoir pris le temps d'envoyer une lettre de félicitations à l'équipe de cricket d'Angleterre pour leur victoire dans la série Ashes 2009 tout en omettant de commenter la libération de Megrahi,,. Le 25 août 2009, il déclare lors d'une conférence de presse qu'il est « en colère » et « repoussé » par l'accueil que Megrahi avait reçu en Libye,. Il a refusé de commenter la décision du gouvernement écossais de libérer Megrahi mais a souligné que le gouvernement britannique n'avait joué « aucun rôle » dans la décision,.
Des documents publiés en septembre 2009 montrent que Jack Straw, le secrétaire d'État à la Justice, avait initialement convenu avec l'exécutif écossais que Megrahi devrait être exclu d'un accord de transfert de prisonnier avec la Libye,,. Puis, trois mois plus tard, Straw décide qu'une telle exclusion ne valait pas le risque de « nuire à notre relation large et bénéfique avec la Libye ». Une lettre datée de décembre 2007 indique que la décision d'inclure Megrahi dans le champ d'application de l'accord reflétait les « intérêts importants » du Royaume-Uni à un « stade critique » des « négociations plus larges avec les Libyens »,. Dans une lettre adressée en février 2008 à Alex Salmond, Jack Straw écrit : « Vous demandez ce que j'entendais par « intérêts nationaux ». Développer une relation solide avec la Libye […] est bon pour le Royaume-Uni ».

### Fin de vie
La survie d'Abdelbaset al-Megrahi au-delà des trois mois estimés par les médecins provoque par la suite une vive controverse,. Avant sa libération, en septembre 2008, il commence une hormonothérapie qui améliore temporairement son état de santé, avant une dégradation au cours de l’été 2009. Le score de Gleason, qui mesure l’agressivité des cellules cancéreuses, classe sa tumeur à neuf sur dix, indiquant une forme particulièrement grave. Plusieurs médecins estiment toutefois qu’il pourrait vivre encore entre dix-huit et vingt-quatre mois, en fonction de sa réponse au traitement. Sa libération repose sur un rapport médical établi par le responsable du service de santé pénitentiaire écossais, qui juge, sur la base de plusieurs avis spécialisés, qu’un pronostic de trois mois demeure raisonnable,,. Cependant, en 2010, plusieurs spécialistes du cancer de la prostate mettent en doute ces conclusions, estimant qu’un tel pronostic pour un patient atteint d’un cancer métastatique résistant à l’hormonothérapie ne s’envisage généralement qu’après l’échec d’une chimiothérapie, et que même dans ce cas, la survie dépasse généralement cette estimation. Après son retour en Libye, il débute une chimiothérapie.
En août 2011, une équipe de la CNN autorisée à le rencontrer à Tripoli rapporte qu'il n'est plus « qu'une coquille de l'homme qu'il était autrefois », survivant dans le coma, sous oxygène et alimenté par perfusion intraveineuse,,. En décembre 2011, au cours de ce qui a été appelé la « dernière interview avant sa mort », Abdelbaset al-Megrahi réaffirme ne pas avoir été impliqué dans l'attentat et se dit innocent. Il affirme également n’avoir jamais rencontré Tony Gauci, le commerçant maltais dont le témoignage a été déterminant lors de son procès, ni lui avoir acheté de vêtements, et affirme ne l’avoir vu pour la première fois qu’au tribunal. Il meurt en Libye le 20 mai 2012, exactement deux ans et neuf mois après sa libération,,,,.